# Europarlamentari del Portogallo della VI legislatura
Gli europarlamentari del Portogallo della VI legislatura, eletti in seguito alle elezioni europee del 2004, sono stati i seguenti.

## Composizione storica
| Europarlamentare            | Lista                                                          | Gruppo  |
| --------------------------- | -------------------------------------------------------------- | ------- |
| Francisco Assis             | Partito Socialista                                             | PSE     |
| Luis Manuel Capoulas Santos | Partito Socialista                                             | PSE     |
| Paulo Casaca                | Partito Socialista                                             | PSE     |
| Carlos Coelho               | Partito Social Democratico                                     | PPE-DE  |
| Fausto Correia              | Partito Socialista                                             | PSE     |
| António Costa               | Partito Socialista                                             | PSE     |
| Maria Da Assunção Esteves   | Partito Social Democratico                                     | PPE-DE  |
| Edite Estrela               | Partito Socialista                                             | PSE     |
| Emanuel Jardim Fernandes    | Partito Socialista                                             | PSE     |
| Elisa Ferreira              | Partito Socialista                                             | PSE     |
| Ilda Figueiredo             | Coalizione Democratica Unitaria (Partito Comunista Portoghese) | GUE/NGL |
| Duarte Freitas              | Partito Social Democratico                                     | PPE-DE  |
| Ana Gomes                   | Partito Socialista                                             | PSE     |
| Vasco Graça Moura           | Partito Social Democratico                                     | PPE-DE  |
| Jamila Madeira              | Partito Socialista                                             | PSE     |
| Sérgio Marques              | Partito Social Democratico                                     | PPE-DE  |
| João De Deus Pinheiro       | Partito Social Democratico                                     | PPE-DE  |
| Miguel Portas               | Blocco di Sinistra                                             | GUE/NGL |
| Luís Queiró                 | CDS - Partito Popolare                                         | PPE-DE  |
| Sérgio Ribeiro              | Coalizione Democratica Unitaria (Partito Comunista Portoghese) | GUE/NGL |
| José Ribeiro e Castro       | CDS - Partito Popolare                                         | PPE-DE  |
| Manuel dos Santos           | Partito Socialista                                             | PSE     |
| José Albino Silva Peneda    | Partito Social Democratico                                     | PPE-DE  |
| Sérgio Sousa Pinto          | Partito Socialista                                             | PSE     |

## Modifiche intervenute

### Partito Socialista
- In data 12.03.2005 a António Costa subentra Joel Hasse Ferreira.
- In data 15.10.2007 a Fausto Correia subentra Armando França.

### Coalizione Democratica Unitaria
- In data 13.01.2005 a Sérgio Ribeiro subentra Pedro Guerreiro (Partito Comunista Portoghese).